# Ferdinand Marschall
Ferdinand Marschall (19 febbraio 1924 – Waldzell, 14 novembre 2006) è stato un arbitro di calcio austriaco.

## Biografia
Ha iniziato la sua carriera come arbitro nel 1948 e, il 3 ottobre 1953, debuttò in Bundesliga nell'incontro Simmering SC-SV Austria Salzburg. Ha condotto 180 partite di campionato, concludendo la carriera di arbitro il 19 novembre 1972, in occasione di SK Sturm Graz-Rapid Vienna (1-3).
Dal 1954 al 1972 ha arbitrato numerose partite in campo internazionale: al Campionato mondiale di calcio 1970 ha diretto Brasile-Romania, vinta 3-2 dai brasiliani, e ha diretto la finale del Campionato europeo di calcio 1972 Germania Ovest-Unione Sovietica, vinta 3-0 dai tedeschi.
Vanta anche una semifinale di Coppa dei Campioni 1968-1969.
Nel 1978 la FIFA gli conferisce il prestigioso "FIFA Special Award".
Dal 1981 al 1996 è stato presidente del Comitato Arbitrale della ÖFB ed è morto nel 2006 all'età di 82 anni.